# Komisja Systemu Gospodarczego i Polityki Przemysłowej
Komisja Systemu Gospodarczego i Polityki Przemysłowej – stała komisja Sejmu kontraktowego, do 21 lipca 1990 Komisja Systemu Gospodarczego, Przemysłu i Budownictwa.

## Prezydium komisji
- Jacek Bujak (OKP) – przewodniczący
- Janusz Błaszczyk (SD) – zastępca przewodniczącego
- Zdzisław Zambrzycki (PSL) – zastępca przewodniczącego[1]